# Mogiłowo
Mogiłowo (deutsch Magilowa, von 1938 bis 1945 Gebsattel) ist ein kleiner Ort in der polnischen Woiwodschaft Ermland-Masuren und gehört zur Gmina Nidzica (Stadt- und Landgemeinde Neidenburg) im Powiat Nidzicki (Kreis Neidenburg).
Mogiłowo liegt im Südwesten der Woiwodschaft Ermland-Masuren, zehn Kilometer nordwestlich der Kreisstadt Nidzica (deutsch Neidenburg).
Der Mühle, dann Magilowa genannte kleine Ort bestand ursprünglich aus einer Windmühle mit zwei Gehöften. Er war bis 1945 ein Wohnplatz in der Gemeinde Frankenau (polnisch Frąknowo) im ostpreußischen Kreis Neidenburg. Im Jahre 1905 wohnten neun Menschen in Magilowa.
Am 3. Juni – amtlich bestätigt am 16. Juli – 1938 wurde Magilowa in „Gebsattel“ umbenannt.
Mit dem gesamten südlichen Ostpreußen wurde Gebsattel 1945 in Kriegsfolge an Polen abgetreten. Der Ort erhielt die polnische Namensform „Mogiłowo“ und ist heute eine Ortschaft im Verbund der Gmina Nidzica im Powiat Nidzicki, bis 1998 der Woiwodschaft Olsztyn, seither der Woiwodschaft Ermland-Masuren zugehörig.
Kirchlich war Magilowa/Gelbsattel bis 1945 über die Muttergemeinde Frankenau in die evangelische Kirche Skottau bzw. in die römisch-katholische Kirche Thurau eingepfarrt. Heute gehört Mogiłowo katholischerseits zur Kirche Szkotowo und evangelischerseits zur Heilig-Kreuz-Kirche Nidzica.
Mogiłowo liegt westlich der Schnellstraße 7 und ist über eine Stichstraße erreichbar, die von der Woiwodschaftsstraße 619 abzweigt, die Frąknowo (Frankenau) mit Rączki (Rontzken, von 1938 bis 1945 Hornheim) sowie Załuski (Salusken, 1938 bis 1945 Kniprode) verbindet. Eine Anbindung an den Bahnverkehr besteht nicht.